# Festival international du film de Stockholm 2019
Le festival international du film de Stockholm  2019, 30e édition du festival (suédois : Stockholms 30:e internationella filmfestivals), se déroule du 6 novembre au 17 novembre 2019.

## Sélection

### Compétition
- Alice et le Maire de Nicolas Pariser  France
- Arab Blues de Manèle Labidi Labbé  France  Tunisie
- Bait de Mark Jenkin  Royaume-Uni
- Corpus Christi de Jan Komasa  Pologne
- Dirty God de Sacha Polak  Pays-Bas  Royaume-Uni
- Divine Love de Gabriel Mascaro (en)  Brésil
- Viendra le feu (O que arde) de Oliver Laxe  Espagne
- J'ai perdu mon corps de Jérémy Clapin  France
- Les Misérables de Ladj Ly  France
- Made in Bangladesh de Rubaiyat Hossain  Bangladesh
- Monos de Alejandro Landes  Colombie
- Sanctorum de Joshua Gil  Mexique
- Canción sin nombre de Melina León  Pérou
- Synonymes de Nadav Lapid  Israël
- L'Audition (Das Vorspiel) de Ina Weisse  Allemagne
- The Lighthouse de Robert Eggers  Canada  États-Unis
- Tu mérites un amour de Hafsia Herzi  France

## Palmarès

### Compétition
- Meilleur film : Song without a Name (Canción sin nombre) de Melina León
- Meilleur réalisateur : Mark Jenkin pour Bait
- Meilleur premier film : Tu mérites un amour de Hafsia Herzi
- Meilleur scénario : Haim Lapid et Nadav Lapid pour Synonymes
- Meilleure actrice : Nina Hoss pour son rôle dans L'Audition
- Meilleur acteur : Bartosz Bielenia pour son rôle dans Corpus Christi
- Meilleure photographie: Inti Briones pour Song without a Name (Canción sin nombre)